# Bembidion ephippium
Bembidion ephippium es una especie de escarabajo del género Bembidion, familia Carabidae. Fue descrita científicamente por Marsham en 1802.
Habita en Austria, Bélgica, Bulgaria, Croacia, Dinamarca, Francia, Alemania, Gran Bretaña, Grecia, Hungría, Italia, Moldavia, Marruecos, Países Bajos, Polonia, Rumania, Rusia, Serbia, Eslovaquia, Eslovenia, España, Túnez, Turquía y Ucrania.